# Ateliers et Chantiers de la Loire
Ateliers et Chantiers de la Loire, читается «Ателье э Шантье де ла Луар», сокращённо ACL (с фр. — «Мастерские и верфи Луары») — французская судостроительная компания, существовавшая в 1881—1955 годах.

## Создание верфи
В XVIII веке Нант был крупнейшим французским портом, а на Луаре была хорошо развита судостроительная промышленность. Выдающимся примером была верфь Chantiers Dubigeon, построенная в 1760 году. В XIX веке Нант стал уступать позиции Гавру и Марселю, а в первой половине века в Сен-Назере открыли порт для кораблей. Во второй половине века на волне индустриализации в Нанте и Сен-Назере продолжилось развитие промышленности: в 1861 году была основана компания Ateliers et Chantiers de Saint-Nazaire Penhoët («Ателье э Шантье де Сен-Назер Пеноэ»). В 1881 году Жолле Бабен основал судостроительную компанию «Ateliers et Chantiers de la Loire» (сокращённо ACL) в Нанте, чтобы извлечь прибыль из назревшего расширения технического состава ВМС Франции. Верфь возвели в Прери-дю-Лак, недалеко от доков Дюбижон, а через год возвели доки в Сен-Назер недалеко от доков «Шантье де Пеноэ».

## Строительство кораблей к ПМВ
В 1892 году на стапелях в Сен-Назере был заложен первый корабль в истории верфи ACL — броненосец «Массена». Несмотря на успешное выполнение задачи по строительству корабля, заказы на броненосцы не поступали в Нант ещё 10 лет. В 1891 году в Руане была приобретена компания Normandy-Laporte, а в парижском пригороде Сен-Дени построен завод по производству котлов и паровых турбин. Завод был размещён у слияния Сены и канала Сен-Дени, куда можно было добраться на поезде и на лодке.
Это позволило вернуться руководству верфи к строительству кораблей. В ноябре 1902 году на стапелях Сен-Назера был заложен броненосец «Либертэ», в 1907 году — броненосцы «Кондорсэ» и «Дидро», в 1911 году — линкор «Франс», в 1912 году — линкор «Лоррэн». В июле 1914 года был заложен и корабль «Базилеос Константинос» по заказу ВМС Греции, но его так и не достроили. В апреле 1913 года также был заложен линкор «Норманди» одноимённого типа, также не достроенный.
Во время Первой мировой войны от строительства линкоров пришлось отказаться из финансовых соображений, поэтому многие элементы недостроенных линкоров ушли для оснащения других кораблей. Именно поэтому ни «Базилеос Константинос», ни «Норманди» так и не удалось толком достроить, к тому же из-за принятых соглашений и изменившихся подходов к ведению боевых действий на море их облик и характеристики уже считались не соответствующими.

## Межвоенные годы
Ещё до начала войны компания ACL стала строить и гражданские круизные суда. В марте 1914 года она спустила на воду лайнер «Сфинкс» (151 м, 11 375 т) по заказу Messageries Maritimes. В связи с отсутствием заказов на строительство капитальных кораблей, которое подтвердилось заключением Вашингтонского морского соглашения, компания в межвоенные годы переквалифицировалась на строительство лайнеров: в 1921 году по заказу «Chargeurs Réunis» на воду спущен «Липари» (9954 т), в марте 1922 года — «Шантильи» (152 м, 10 828 м), в ноябре 1922 года — «Компьень», в ноябре 1923 года — «Фонтенблё» (все три — одного класса с «Шантильи»). Благодаря строительству трёх средних лайнеров Луарская верфь вошла на рынок гражданских судов.
В начале 1920-е годы ACL вела переговоры с нидерландской компанией Netherland Line и SMN о строительстве крупного лайнера. В 1923 году SMN организовала конкурс, и ACL предложила такую низкую цену во французских франках (в связи со слабым франком), что немедленно получила заказ на строительство океанского лайнера «Питер Корнелисзон Хофт» массой 14 642 т (водоизмещение 21 тысяча т). Важным этот заказ стал и потому, что в движение лайнер приводился дизельными двигателями. Компания из-за непредвиденных трудностей долго строила корабль (два пожара вспыхивали во время строительства), и лишь в июле 1926 года его достроили в Амстердаме, однако судно в 1932 году сгорело дотла. В 1929 году был заложен океанский лайнер «Жорж Филиппар», сопоставимый с «Питером Корнелисзоном Хофтом», однако благодаря дизельным двигателям двигавшийся быстрее. В ноябре 1930 года он был достроен, а в мае 1932 года сгорел, возвращаясь из своего первого плавания.
Помимо этого, ACL занималась строительством гидросамолётов и обычных самолётов: в 1925 году была создана компания Loire Aviation. В 1920-е годы на заводах в Сен-Дени работало около 1200 человек, которые собирали орудийные башни и части укреплений для линии Мажино.

## Вторая мировая и последствия
В межвоенные годы ACL также сотрудничала с компанией Chantiers de Penhoët, собираясь с ней возвести два линкора и два авианосца, а также имея контракты на строительства ещё одного линкора, но все эти проекты так и остались незавершёнными. В годы Второй мировой верфь была захвачена немцами. После окончания войны ACL и Chantiers de Penhoët объединились, и в 1955 году была создана компания Chantiers de l'Atlantique.

## Построенные военные суда

### Надводные корабли
- «Таж», бронепалубный крейсер I класса (1886)
- «Адмирал Корнилов», бронепалубный крейсер 1-го ранга (1887)
- «Тисима», авизо, позже крейсер (1890)
- «Д’Ассас», бронепалубный крейсер типа «Д’Ассас» (1896)
- «Гишен», бронепалубный крейсер I класса (1898)
- «Массена», броненосец типа «Шарль Мартель» (1898)
- «Либертэ», броненосец типа «Демократи» (1905)
- «Кондорсе», броненосец типа «Дантон» (1909)
- «Дидро», броненосец типа «Дантон» (1909)
- «Лоррэн», линейный корабль типа «Бретань» (1912)
- «Франс», линейный корабль типа «Курбэ» (1912)
- «Леопард», лидер эсминцев типа «Ягуар» (1924)
- «Линкс», лидер эсминцев типа «Ягуар» (1924)
- «Верден», лидер эсминцев типа «Гепард» (1928)
- «Бужа», эсминец типа «Вихер» (1929)
- «Марсельез», лёгкий крейсер типа «Ла Галиссоньер» (1935)
- «Страсбург», линейный корабль типа «Курбэ» (1936)
- «Београд», эсминец типа «Београд» (1939)
- «Жан Бар», линейный корабль типа «Ришельё» (1939)
- «Любляна», эсминец типа «Београд» (1939)

### Подводные лодки
- «Галате», подлодка типа «Сирен» (1925)
- «Найад», подлодка типа «Сирен» (1925)
- «Сирен», подлодка типа «Сирен» (1925)
- «Ронис», подлодка типа «Ронис» (1926)
- «Осветник», подлодка типа «Осветник» (1929)
- «Смели», подлодка типа «Осветник» (1929)

### Самолёты
- Bloch MB.200, бомбардировщик
- Dewoitine D.500, истребитель
- Loire 130, гидросамолёт